# UFC Fight Night: Felder vs. Hooker
UFC Fight Night: Felder vs. Hooker (conosciuto anche come UFC Fight Night 168 oppure UFC on ESPN+ 26) è stato un evento di arti marziali miste tenuto dalla Ultimate Fighting Championship il 23 febbraio 2020 allo Spark Arena di Auckland in Nuova Zelanda.

## Risultati
|                          | Divisione             |                        |                 |                       | Metodo                                      | Round           | Tempo           | Premio          |
| Card Principale          | Card Principale       | Card Principale        | Card Principale | Card Principale       | Card Principale                             | Card Principale | Card Principale | Card Principale |
| ------------------------ | --------------------- | ---------------------- | --------------- | --------------------- | ------------------------------------------- | --------------- | --------------- | --------------- |
|                          | Pesi leggeri          | Dan Hooker             | batte           | Paul Felder           | Decisione non unanime (47–48, 48–47, 48–47) | 5               | 5:00            | FOTN            |
|                          | Pesi mediomassimi     | Jimmy Crute            | batte           | Michał Oleksiejczuk   | Sottomissione (kimura)                      | 1               | 3:29            | POTN            |
|                          | Pesi paglia femminili | Yan Xiaonan            | batte           | Karolina Kowalkiewicz | Decisione unanime (30–26, 30–26, 30–26)     | 3               | 5:00            |                 |
|                          | Pesi massimi          | Marcos Rogério de Lima | batte           | Ben Sosoli            | KO tecnico (pugni)                          | 1               | 1:28            |                 |
|                          | Pesi leggeri          | Brad Riddell           | batte           | Magomed Mustafaev     | Decisione unanime (30–27, 30–27, 30–25)     | 3               | 5:00            |                 |
| Card Preliminare (ESPN+) |                       |                        |                 |                       |                                             |                 |                 |                 |
|                          | Pesi piuma            | Zubaira Tukhugov       | batte           | Kevin Aguilar         | KO tecnico (pugni)                          | 1               | 3:21            |                 |
|                          | Pesi leggeri          | Jalin Turner           | batte           | Joshua Culibao        | KO tecnico (pugni)                          | 2               | 3:01            |                 |
|                          | Pesi welter           | Jake Matthews          | batte           | Emil Weber Meek       | Decisione unanime (29–28, 29–28, 29–28)     | 3               | 5:00            |                 |
|                          | Pesi welter           | Song Kenan             | batte           | Callan Potter         | KO (pugni)                                  | 1               | 2:20            |                 |
|                          | Pesi mosca            | Kai Kara-France        | batte           | Tyson Nam             | Decisione unanime (30–27, 30–27, 30–27)     | 3               | 5:00            |                 |
|                          | Pesi paglia femminili | Angela Hill            | batte           | Loma Lookboonmee      | Decisione unanime (30–27, 29–28, 29–28)     | 3               | 5:00            |                 |
|                          | Pesi mosca femminili  | Priscila Cachoeira     | batte           | Shana Dobson          | KO (pugno)                                  | 1               | 0:40            | POTN            |

## Premi
I lottatori premiati ricevettero un bonus di 50.000 dollari.
Legenda:
- FOTN: Fight of the Night (vengono premiati entrambi gli atleti per il miglior incontro dell'evento)
- POTN: Performance of the Night (viene premiato il vincitore per la migliore performance dell'evento)